# Phalanger ornatus
Phalanger ornatus is een zoogdier uit de familie van de koeskoezen (Phalangeridae). De wetenschappelijke naam van de soort werd voor het eerst geldig gepubliceerd door John Edward Gray in 1860.

## Voorkomen
De soort komt voor op de eilanden Halmahera, Batjan en Morotai van Indonesië.